# LAPDm
LAPDm en telecomunicacions és un protocol de capa d'enllaç de dades utilitzat a les xarxes cel·lulars GSM. LAPDm forma la capa 2 de la interfície Um entre l'estació transceptora base i l'estació mòbil, és a dir, s'utilitza en l'enllaç de ràdio entre la xarxa mòbil i el telèfon de l'abonat.
LAPDm es deriva d'un protocol de capa d'enllaç molt més antic anomenat HDLC i especificat a les especificacions 3GPP TS 04.05 i TS 04.06. LAPDm és similar a la RDSI Layer 2, LAPD, però amb aquestes simplificacions:
- Les trames LAPDm sempre són de 184 bits, amb segmentació per a missatges més grans.
- LAPDm no permet més d'un marc I no reconegut pendent (GSM 04.06, seccions 5.8.4 i 6).
- LAPDm no admet formats de capçalera estès (GSM 04.06 Secció 3).
- LAPDm només admet els U-Frames SABM, DISC, DM, UI i UA (GSM 04.06, seccions 3.4, 3.8.1).
- LAPDm admet els marcs S RR i REJ (GSM 04.06 3.4, 3.8.1), però no RNR (GSM 04.06, seccions 3.8.7 i 6).
- LAPDm només té un temporitzador intern, T200 (GSM 04.06 5.8).
- LAPDm només admet un punt final terminal, el TEI del qual està implícit.
- El BTS sempre pot entrar en mode equilibrat asíncron quan ho sol·liciti.
- LAPDm mai pot estar en una condició de receptor no preparat (GSM 04.06 Secció 3.8.7).
- LAPDm només admet dos SAP: SAP3 per a SMS i SAP0 per a tota la resta (GSM 04.06, seccions 3.3.3 i 6).
- A SAP0, l'MS sempre inicia el mode equilibrat asíncron (GSM 04.06, seccions 5.4.1.1 i 6).

Una altra diferència important entre LAPDm i LAPD és el procediment de resolució de conflictes d'establiment de GSM 04.06 Secció 5.4.1.4, on l'MS envia un missatge L3 al camp d'informació de la trama SABM que després el BTS fa ressò a la trama UA corresponent. Aquest procediment és necessari a LAPDm a causa de la possibilitat que un telèfon intel·ligent intenti utilitzar el canal incorrecte. LAPD no requereix resolució de conflictes, ja que els dispositius RDSI cablejats no poden utilitzar accidentalment un canal incorrecte.
El procediment de control associat utilitzat a la capa 2 de la interfície iDEN RF és molt similar al LAPDm.